# Grafschaft Ortenburg-Tambach

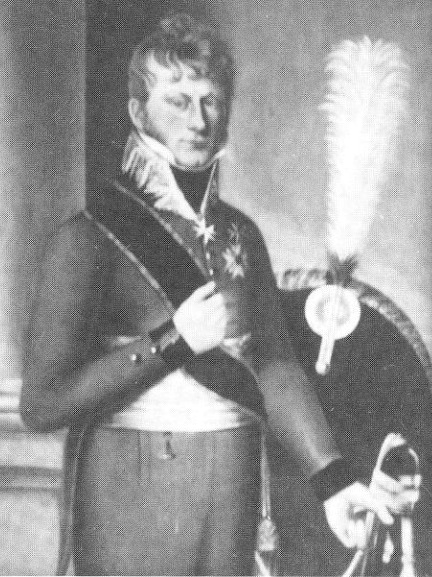
Reichsgraf Joseph Carl (* 1780, † 1831) war Gründer und erster Graf von Ortenburg-Tambach.

Die Grafschaft Ortenburg-Tambach, auch kurz Grafschaft Tambach genannt, war eine kurzzeitig reichsunmittelbare, danach standesherrliche Grafschaft im Großherzogtum Würzburg und im Königreich Bayern. Sie lag südwestlich von Coburg und hatte ihren Sitz auf Schloss Tambach. Die Grafschaft entstand durch einen Tauschvertrag aus dem Jahre 1805, mit dem das ehemalige Klosteramt Tambach zur Grafschaft erhoben und im Gegenzug die in Niederbayern gelegene Reichsgrafschaft Ortenburg Teil des Kurfürstentums Bayern wurde. Ortenburg-Tambach bestand bis zum Ende der Monarchie in Bayern im Jahre 1918.

## Geschichte

### Territoriale Entwicklung des ehemaligen Klosteramts und der Reichsgrafschaft

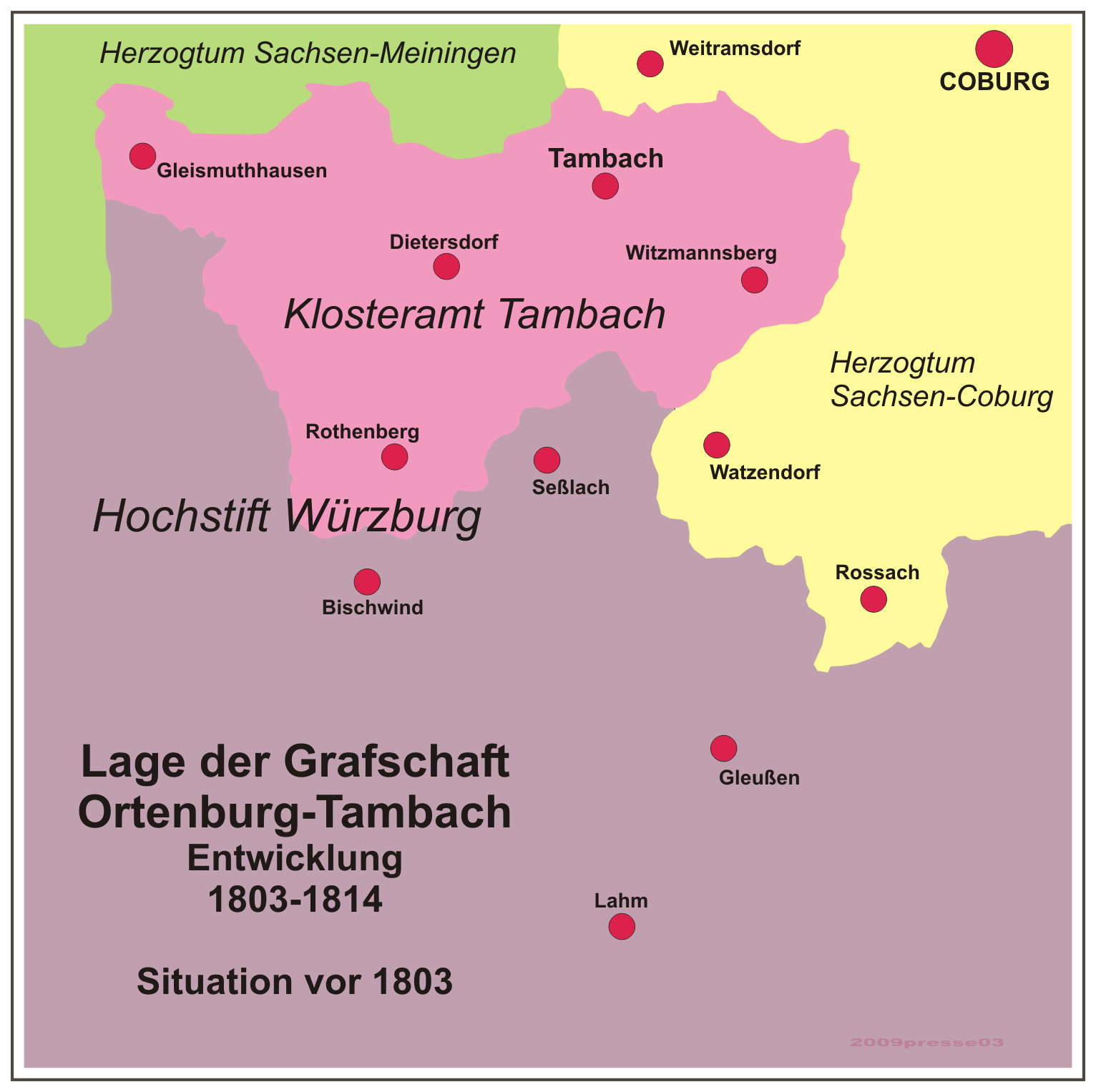
Vor 1803
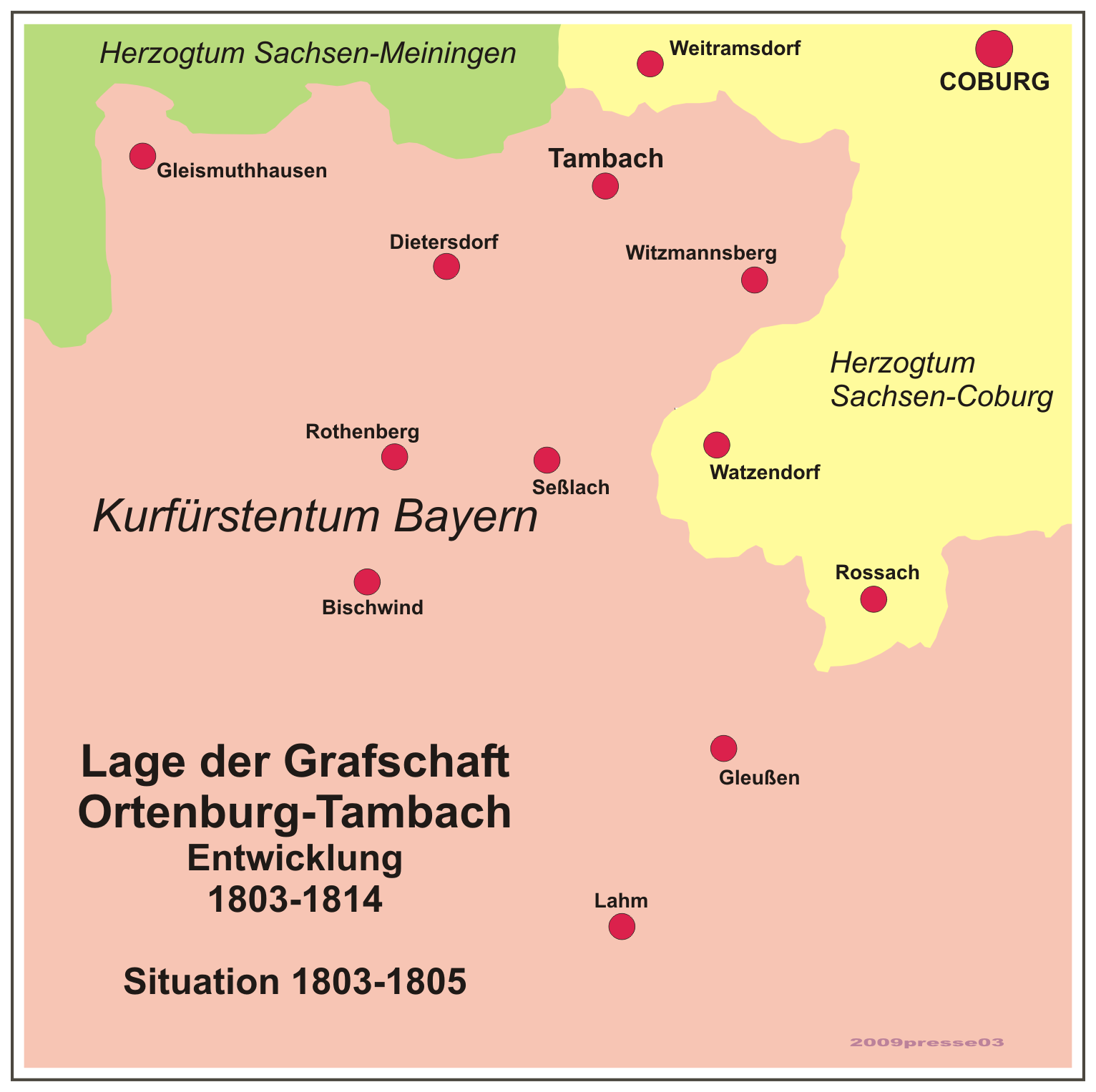
1803–1805
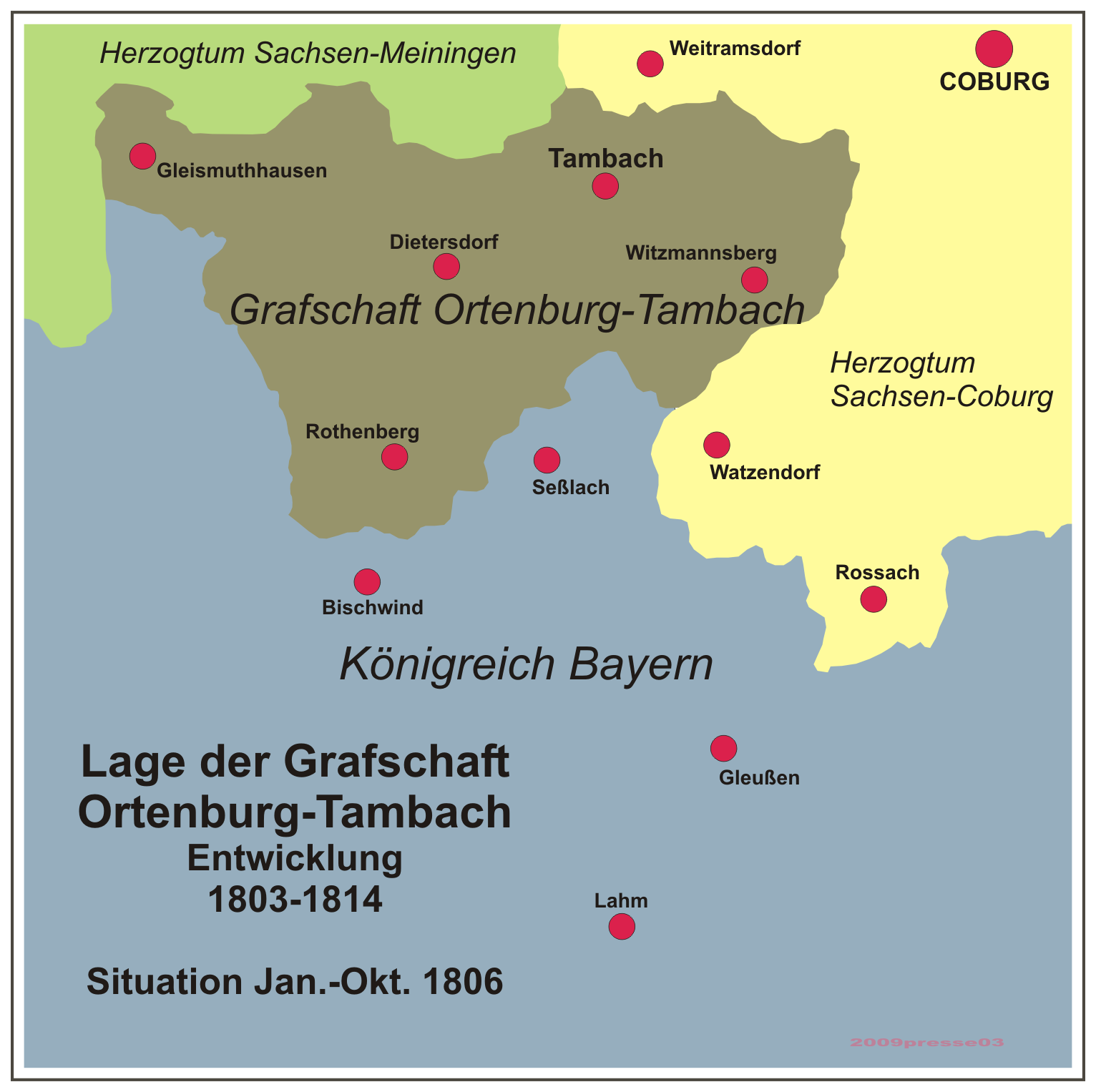
Jan.–Okt. 1806
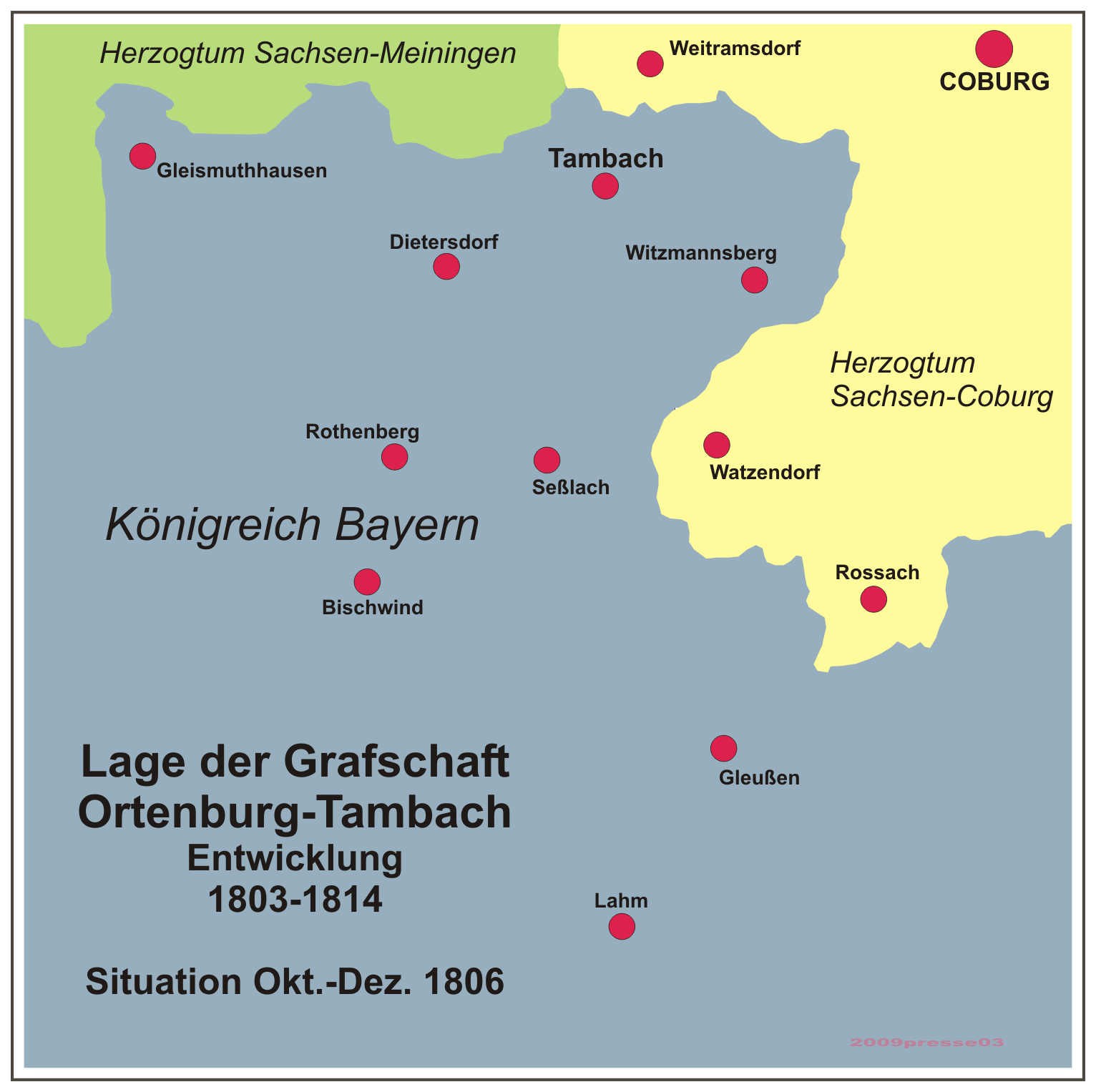
Okt.–Dez. 1806
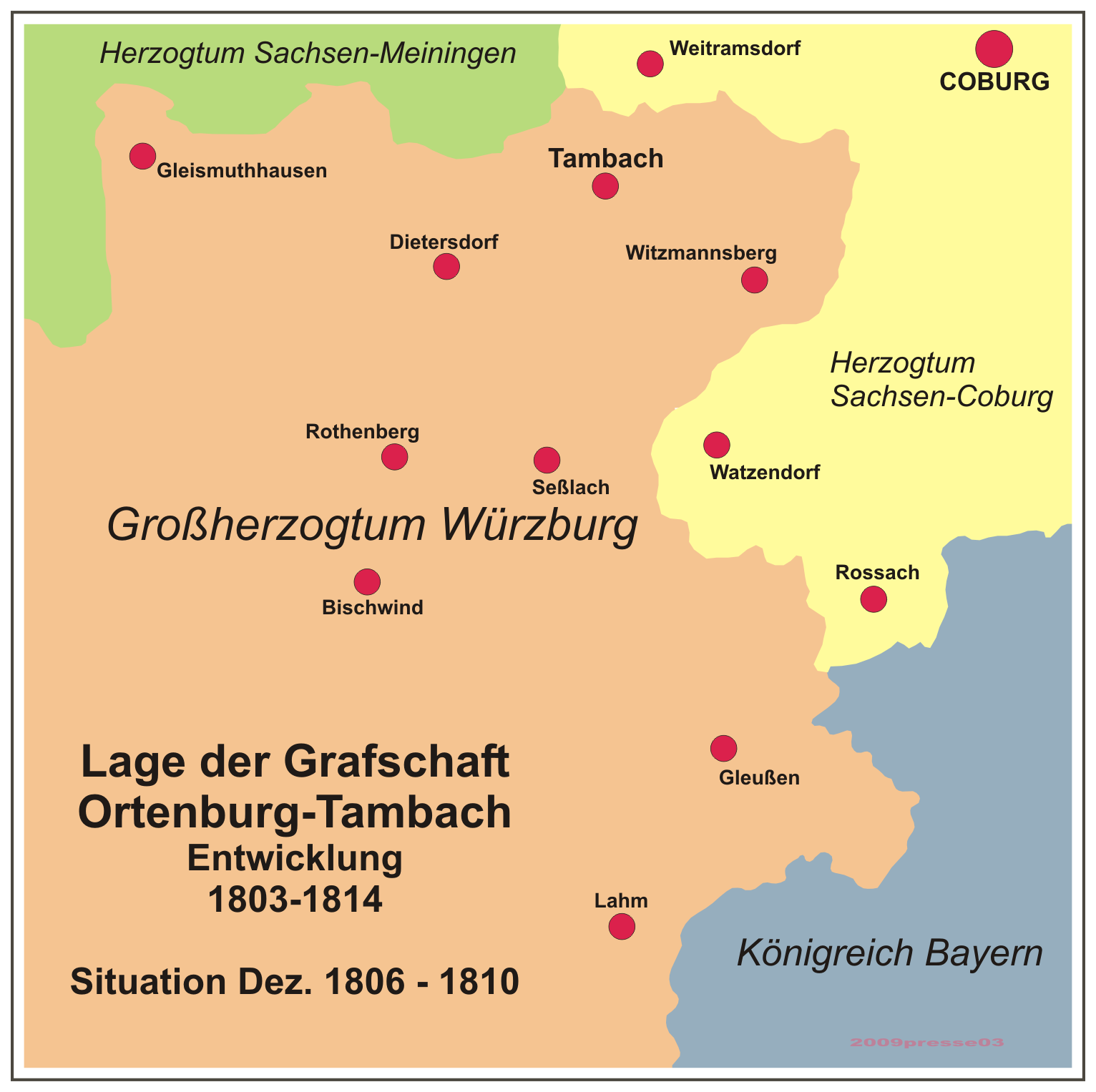
Dez. 1806–1810
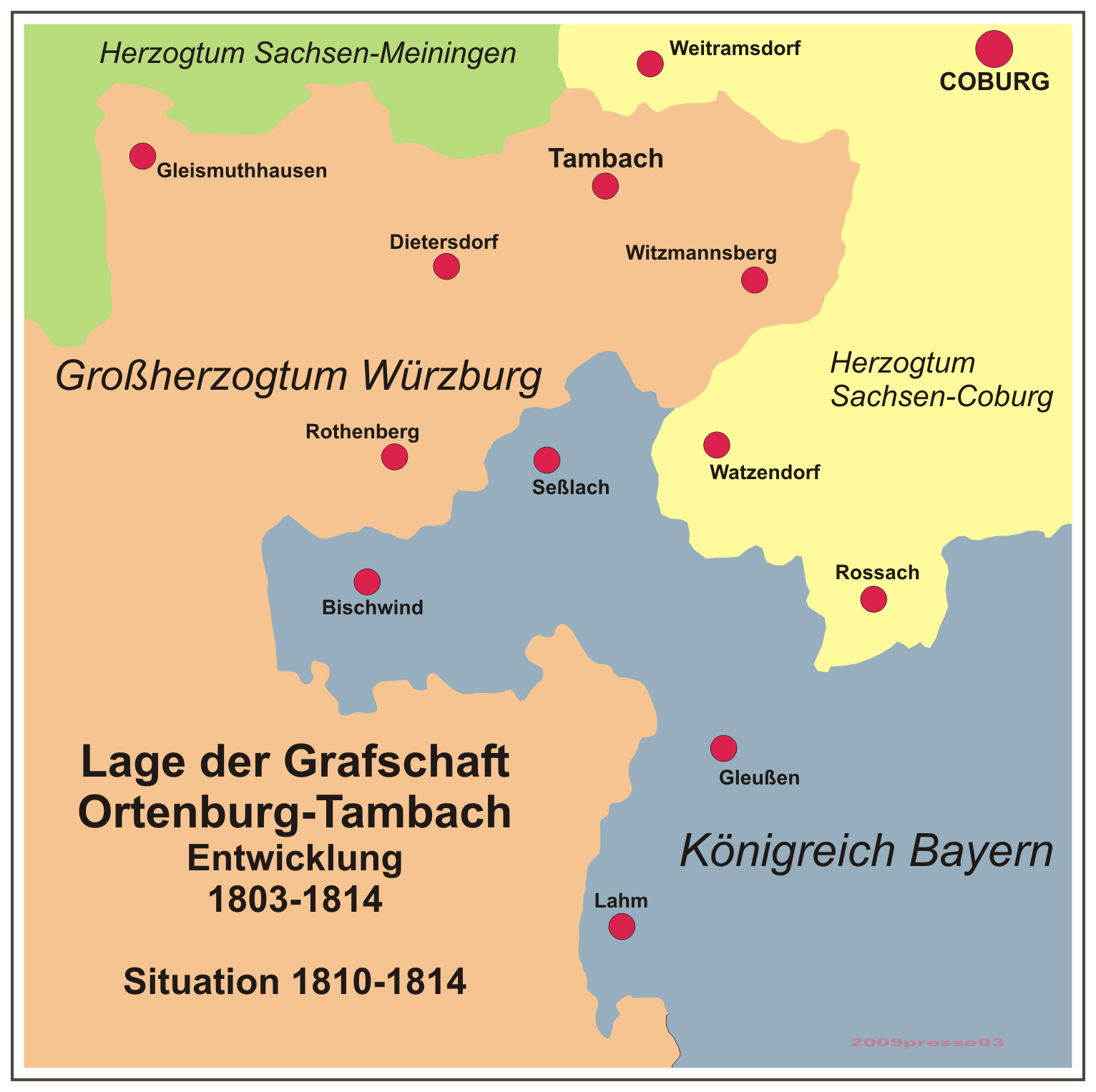
1810–1814
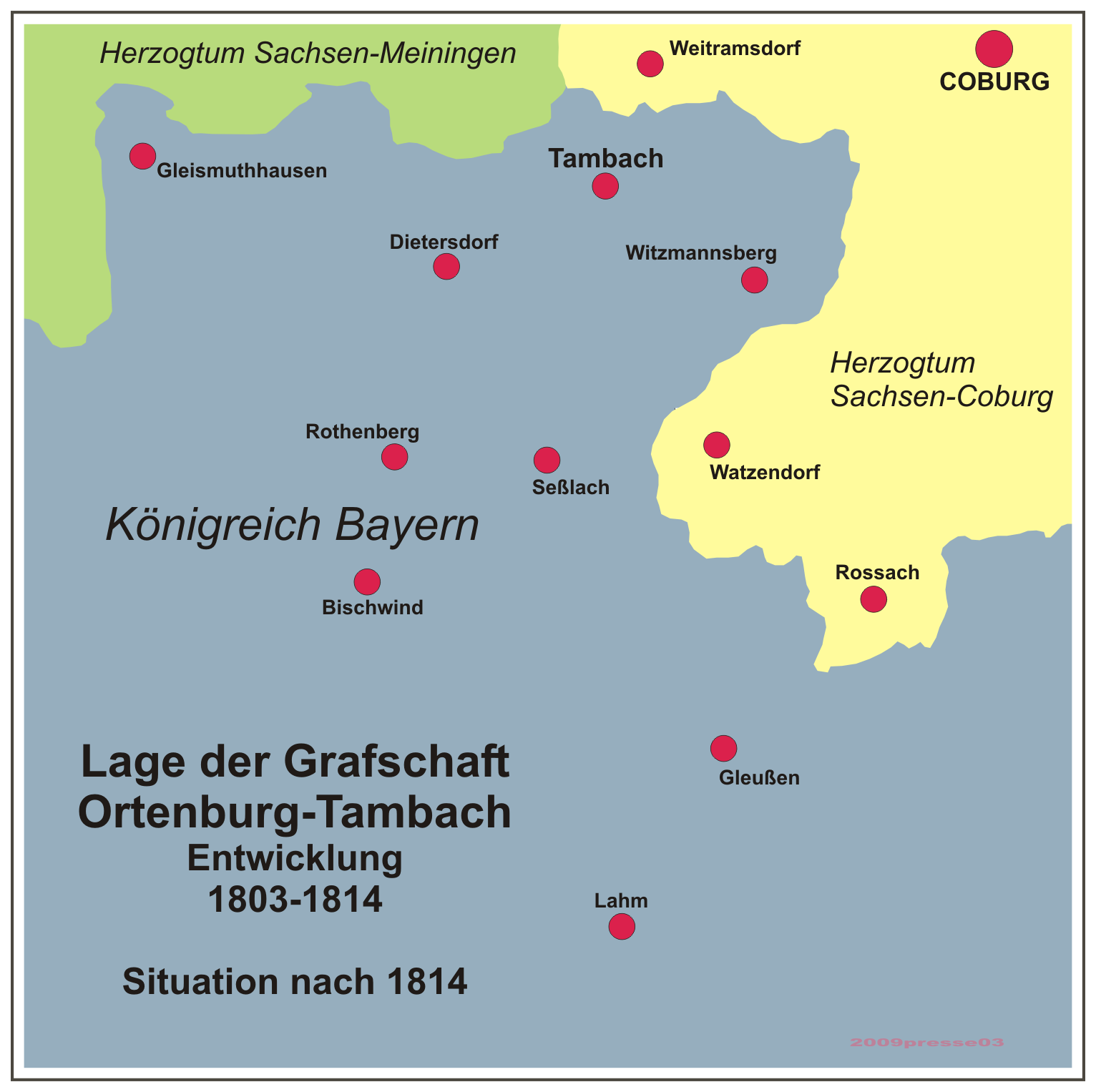
Nach 1814

### Vorgeschichte
Im Jahre 1803 wurden das Hochstift Würzburg und das Hochstift Bamberg infolge des Reichsdeputationshauptschlusses aus dem Jahr 1803 säkularisiert. So fiel das ehemalige Zisterzienserkloster Langheim der Diözese Bamberg an das Kurfürstentum Bayern. Mit der Säkularisation des Mutterklosters kam auch das Klosteramt Tambach mit seinen zahlreichen Waldungen, die sich bis in das Herzogtum Sachsen-Coburg erstreckten, an die bayerischen Kurfürsten. Das Kurfürstentum erwarb das Klosteramt 1153, das seither stets erweitert wurde, vom Kloster Langheim.
1801 wurde der 1780 geborene Reichsgraf Joseph Carl von Kaiser Franz II. für volljährig erklärt. Er übernahm von seiner Mutter Christiane Louise, geborene Wild- und Rheingräfin zum Stein, die mit mehr als 200.000 Gulden hoch verschuldete Reichsgrafschaft Ortenburg. Um die Ausgaben seines kleinen Herrschaftsraumes zu verringern, verwies er seine Mutter, die einen pompösen Haushalt hielt, ins Exil in das nahe gelegene Passau und sicherte ihr nur eine geringe Leibrente zu. Jedoch gelang es ihm durch diese Einsparungen nicht, die Grafschaft vor weiteren großen Ausgaben zu bewahren. Es war ersichtlich, dass es mit den gräflichen Forsten und Betrieben, den gräflichen Brauereien in Ortenburg und Söldenau und einer Ziegelbrennerei, den Steuer- und Handelseinnahmen der Reichsgrafschaft sowie den Einnahmen aus den bayerischen Besitzungen von insgesamt 36.500 Gulden jährlich nahezu unmöglich war, die angefallenen Schulden zu begleichen. Diese wuchsen bis ins Jahr 1804 sogar noch weiter auf ca. 254.000 Gulden an. Trotz eines rigorosen Sparkurses konnte sie Joseph Carl nur wenig vermindern.

### Tauschverhandlungen
Aus Finanznot fasste der junge Graf den Entschluss, die Grafschaft zu verkaufen. So trat er 1803 mit Verkaufsabsichten an den kaiserlichen Reichsvizekanzler Gundakar von Colloredo-Mansfeld heran, worauf es rasch diverse Verhandlungen gab. Mitte des Jahres 1803 wandte sich Joseph Carl auf Anraten seiner Berater auch an den bayerischen Kurfürsten Maximilian IV. Joseph und bot ihm seine reichsunmittelbare Grafschaft zum Kauf an. Im November desselben Jahres kam ein weiterer Kaufinteressent, Alfred I. zu Windisch-Graetz, hinzu. Dieser bot seine Herrschaft Stiekna in Böhmen als Tauschobjekt für Ortenburg an.
Die bayerischen Herzöge und Kurfürsten empfanden die kleine Grafschaft seit dem Ende des Landshuter Erbfolgekrieges und der damit verbundenen Einigung Bayerns stets als Hindernis für einen gänzlich geschlossenen Territorialstaat Bayern. Des Weiteren hatten die bereits stattfindenden Verkaufsverhandlungen zu einem gesteigerten Interesse der Kurfürsten an der niederbayerischen Grafschaft gesorgt, da sie verhindern sollten, dass Adelige aus dem Umkreis der Habsburger die Besitzungen erwarben und mitten im bayerischen Territorium kaiserliche Interessen vertraten. Aus diesem Grund forcierten die Kurfürsten die Verhandlungen. Diese wurden geführt von Graf Philipp von Arco auf bayerischer Seite und dem fürstlich-isenburgischen Rat Wolfgang Christian von Goldner auf ortenburgischer Seite. Am 28. Februar 1804 hatten sich die beiden bereits auf einen Vertrag geeinigt, wonach die Reichsgrafschaft Ortenburg samt allen gräflich-ortenburgischen Besitzungen in Bayern an das Kurfürstentum fallen, der Graf dafür ein noch näher zu bestimmendes Territorium in Franken erhalten sollte. Der Kurfürst sicherte dem jungen Grafen zu, alle Schulden seines Hauses zu übernehmen. Daraufhin verließ die gräfliche Familie Ortenburg und zog zu Joseph Carls Schwiegervater Graf Franz I. zu Erbach-Erbach nach Erbach im Odenwald.
Im März 1805 präsentierte der bayerische Kurfürst das ehemalige Klosteramt Tambach sowie Teile des Amtes Seßlach an der Grenze zum Herzogtum Sachsen-Coburg und Gotha als Tauschobjekt für Ortenburg. Ab Juli trafen sich Goldner und die kurfürstlichen Bevollmächtigten mehrmals in München und man einigte sich auf die zukünftigen gräflichen Besitzungen und Einkünfte sowie die staatsrechtliche Stellung der künftigen Grafschaft Tambach. Am 14. August 1805 wurde der Tauschvertrag zwischen Kurfürst Max IV. Joseph von Bayern und Graf Joseph Carl von Ortenburg unterzeichnet. Ortenburg wurde daraufhin ein niederbayerischer Marktflecken und dem Landgericht Griesbach zugeteilt, Tambach hingegen allodialer Besitz von Joseph Carl, mit allen Rechten ausgestattet und zur reichsunmittelbaren Grafschaft Ortenburg-Tambach erhoben.
Der gräflich-ortenburgische Besitz umfasste zur Zeit des Tausches die dreiviertel Quadratmeilen umfassende Reichsgrafschaft Ortenburg samt sechs Dörfern und ca. 3000 Einwohnern sowie den beiden Schlössern Alt-Ortenburg und Neu-Ortenburg, des Weiteren die bayerischen Besitzungen um die Herrschaft und Schloss Söldenau, Ober- und Unterdorfbach, Hirschbach, Buch und die Herrschaft Neudeck samt Schloss Neudeck. Im Tausch für diese Güter erhielt Joseph Carl die neu geschaffene Reichsgrafschaft mit Sitz auf Schloss Tambach sowie 18 Dörfer mit knapp 3000 Einwohnern und umfangreichem Waldbesitz. Die Einkünfte dieser Herrschaft betrugen nach Schätzungen aus dem Jahre 1858 beachtliche 50.000 Gulden.

### Inbesitznahme und Herabstufung zur Standesherrschaft
Am 26. Dezember 1805 trat Bayern im Frieden von Pressburg die Gebiete um Würzburg wieder ab und erhielt im Gegenzug Tirol und Vorarlberg. Die Gebiete um Würzburg wurden an Großherzog Ferdinand III. von Toskana als Entschädigung für sein Kurfürstentum Salzburg abgetreten, Letzteres gelangte im Gegenzug an Österreich. Würzburg wurde zu einem Kurfürstentum. Die reichsunmittelbare Grafschaft Ortenburg-Tambach grenzte damit an das neu geschaffene Kurfürstentum Würzburg.

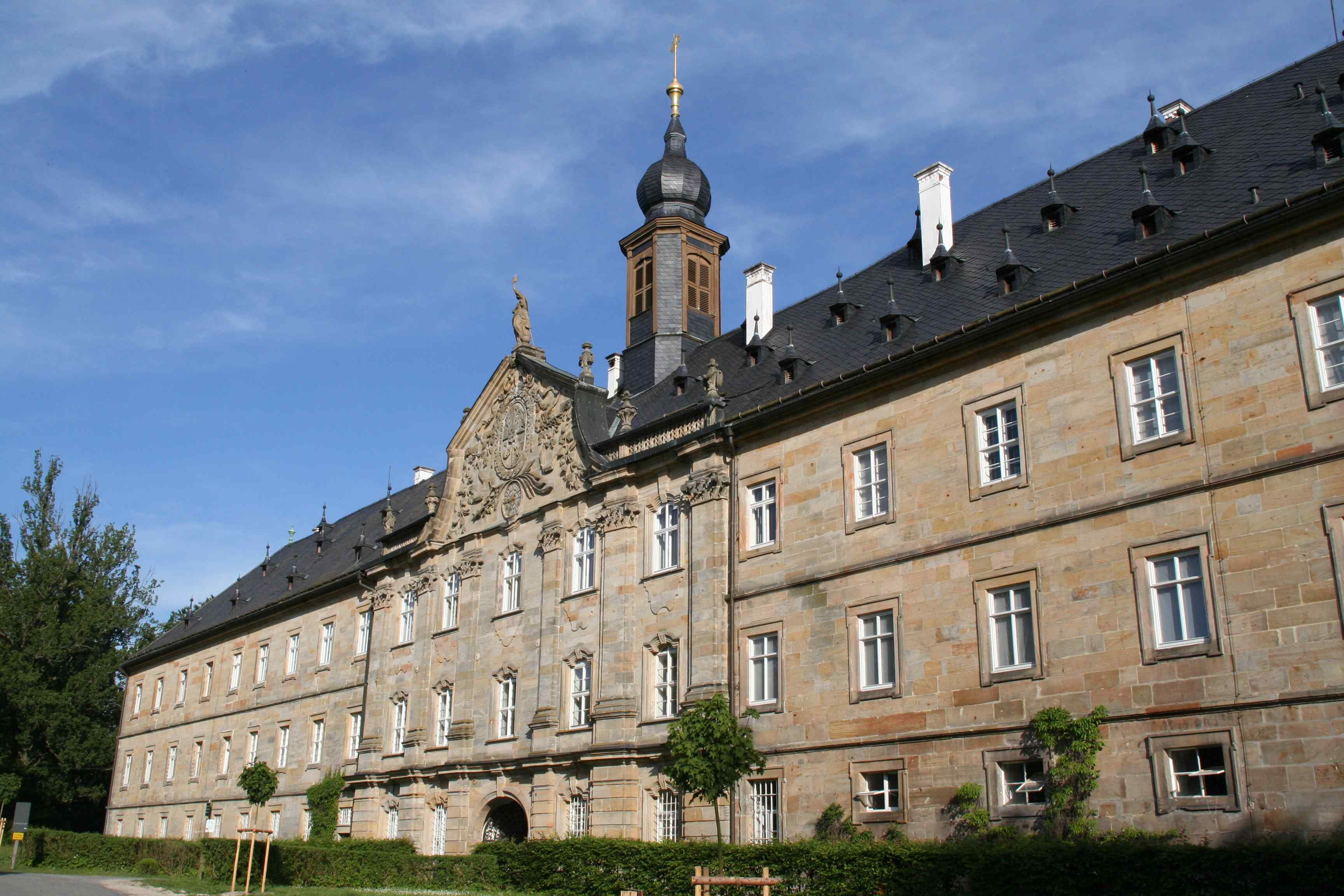
Schloss Tambach, das heutige Anwesen der Familie Graf zu Ortenburg-Tambach.

Am 20. Januar 1806 zog die gräflich-ortenburgische Familie, die seit dem Wegzug im Jahre 1804 im Jagdschloss Eulbach in Erbach weilte, nach Tambach und übernahm dort die Regentschaft als Landesherr. Joseph Carl zog am 17. Februar 1806 feierlich in Tambach ein und nahm die Huldigung der Untertanen entgegen. Er konnte seine reichsunmittelbaren Rechte jedoch nicht lange behalten, denn das Heilige Römische Reich Deutscher Nation zerfiel bald darauf. Nach dem Sieg Napoléons über Österreich trieb dieser die Schaffung des Rheinbundes voran, wodurch das Reich zerfiel. Bayern und 15 weitere Staaten unterzeichneten am 12. Juli 1806 die Rheinbundakte und erklärten ihren Austritt aus dem Reich zum 1. August 1806. Die Akte war nicht nur ein Defensiv- bzw. Offensivbündnis, sondern sie ermächtigte die Staaten ebenso, sich die in ihrem Herrschaftsbereich gelegenen kleineren Territorien einzuverleiben. Mit Ende des Heiligen Römischen Reiches verlor auch die Grafschaft Ortenburg-Tambach ihre Existenzberechtigung und drohte unter eine Mediatisierung durch die Rheinbundstaaten zu fallen. Aus diesem Grund wandte sich Joseph Carl am 21. August an den bayerischen Minister Montgelas, da er bei einem Beitritt des Kurfürstentums Würzburg zum Rheinbund den Verlust seiner Souveränität fürchtete. Montgelas versuchte die Sorgen des Grafen zu zerstreuen. Im September trat Ferdinand III. dem Rheinbund bei und nahm den Titel des Großherzogs von Würzburg an. Einen Monat später bewahrheiteten sich die Befürchtungen Joseph Carls. Jedoch zu seiner eigenen Überraschung verlor er nicht durch den neuen Großherzog seine Souveränität, sondern durch das inzwischen zum Königreich aufgestiegene Bayern. Am 25. September 1806 wurde die ehemals reichsunmittelbare Grafschaft auf Grundlage der Rheinbundakte mediatisiert, zu einer Standesherrschaft mit einigen Sonderrechten herabgestuft und dem Verwaltungsbezirk des Mainkreises zugeteilt. Im Dezember desselben Jahres trat Bayern die Standesherrschaft Ortenburg-Tambach an das Großherzogtum Würzburg ab.
1810 kam es zu einem Staatsvertrag zwischen Würzburg und Bayern, mit dem die Standesherrschaft geteilt wurde. Trotz des Protestes von Joseph Carl wurden seine Besitzungen entlang der Rodach aufgeteilt. Der östliche Teil kam zum Königreich Bayern, der westliche Teil blieb bei Würzburg. Im Jahre 1814 wurde der Rheinbund aufgelöst, wodurch das Großherzogtum Würzburg aufhörte zu existieren. Durch den Wiener Kongress wurden die würzburgischen Gebiete zum größten Teil dem Königreich Bayern zugesprochen. Joseph Carl versuchte auf dem Kongress, seine alten Rechte wieder zu erlangen, jedoch scheiterte sein Versuch mit der Denkschrift Souveränitätsbedrückung kläglich. Damit kamen auch die restlichen Teile der standesherrlichen Grafschaft Ortenburg-Tambach wieder zu Bayern. Die Standesherrschaft wurde wieder vollständig in den Mainkreis als eigenes Herrschaftsgericht Tambach integriert. Als Entschädigung für den Verlust ihrer Souveränität erhielten die Grafen durch Bayern diverse Sonderrechte, so unter anderem den erblichen Titel eines Reichsrates sowie im Jahre 1827 eine finanzielle Entschädigung. In die Entschädigungssumme wurde auch das ehemalige Stammschloss Ortenburg in ihrer ehemaligen Grafschaft einberechnet, das damit wieder zur Grafenfamilie zurückkam. Durch die Verwaltungsreformen des Königreichs Bayern wurde Tambach 1817 dem Obermainkreis und 1838 dem Regierungsbezirk Oberfranken unterstellt. Das Gräflich Ortenburgische Herrschaftsgericht in Tambach bestand bis zur Revolution 1848 und war dann Gerichts- und Polizeibehörde noch bis 1849. Die Standesherrschaft selbst blieb bis zum Ende des bayerischen Königreiches 1918 bestehen.
Die Familie der Grafen zu Ortenburg-Tambach lebt noch auf Schloss Tambach. Schloss Ortenburg wurde 1971 von ihr veräußert.

## Liste der regierenden Grafen und Standesherren
| Name           | Regierungszeit(en) | Abstammung           |
| -------------- | ------------------ | -------------------- |
| Joseph Carl    | 1806–1831          | Sohn Karls III.      |
| Franz Carl     | 1831–1876          | Sohn Joseph Carls    |
| Friedrich Carl | 1876–1894          | Sohn Franz Carls     |
| Franz Carl     | 1894–1918          | Sohn Friedrich Carls |